# Wislanen

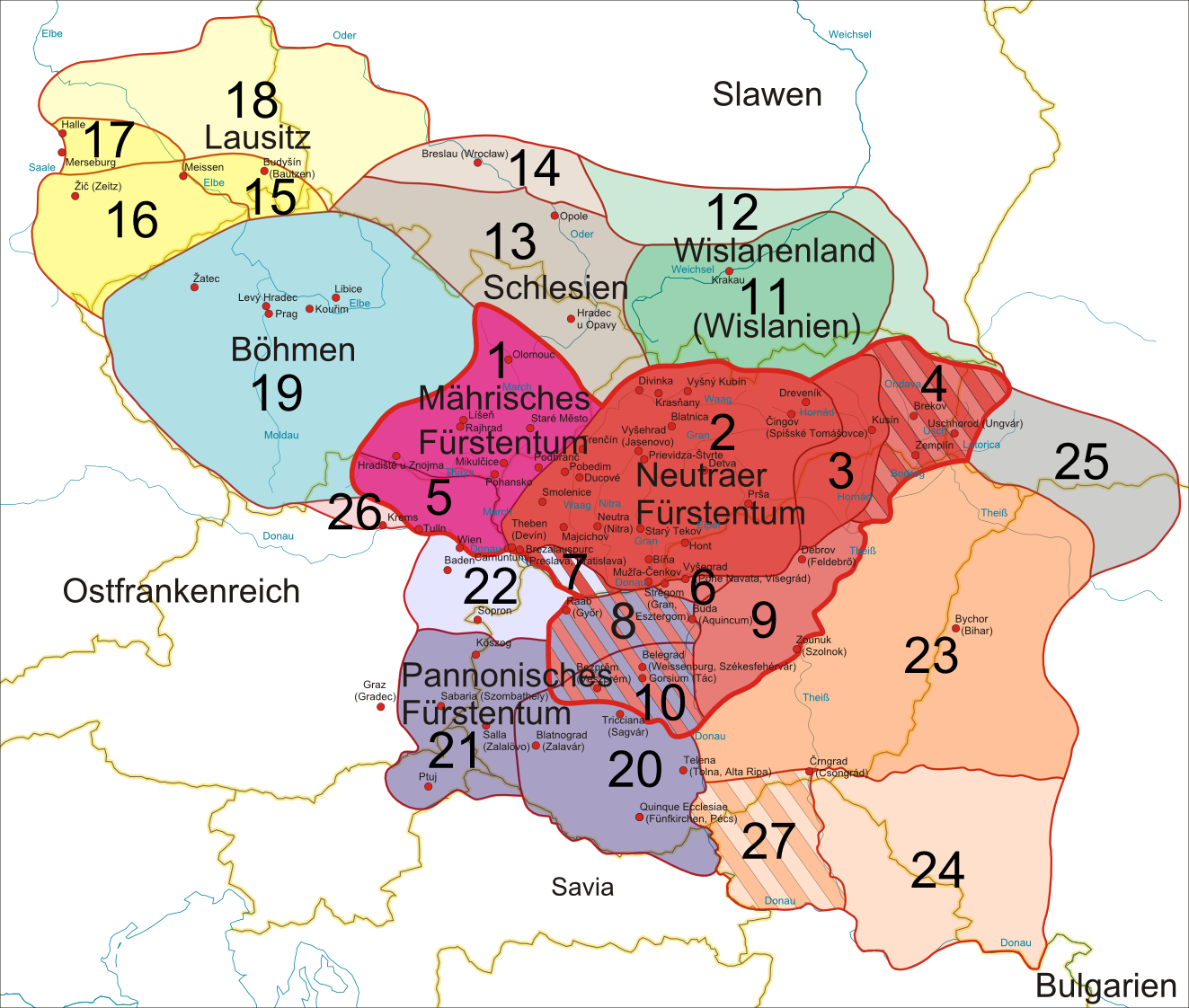
Gebiet der Wislanen im Mährerreich (Nr. 11)

Die Wislanen (lateinisch Wislane, polnisch Wiślanie) waren ein westslawischer Stamm an der oberen Weichsel im 9. Jahrhundert.

## Geschichte

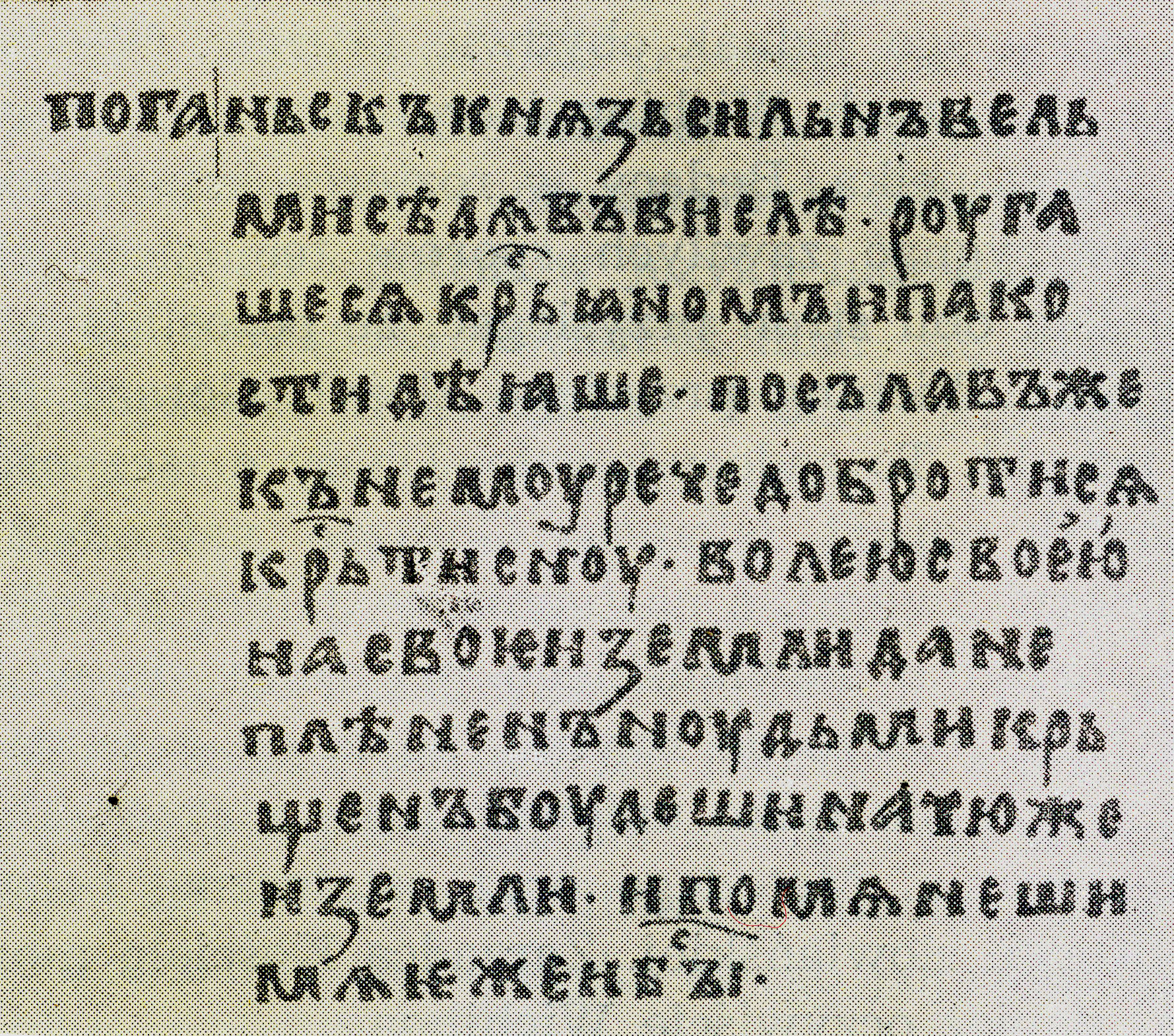
Leben des heiligen Methodios mit Erwähnung des Fürsten an der Weichsel

Nach Tadeusz Lewicki wurden die Wislanen bzw. das Weichselland schon in der Dichtung Widsith aus dem späten 6. Jahrhundert als Wistlawudu (englisch Vistula-wood) erwähnt.
Konstantin VII., der byzantinischer Kaiser von 913 bis 959, verortete in De Administrando Imperio im Gebiet nördlich den Karpaten die Heimat der Kroaten im 7. Jahrhundert, die er Weiße Kroatien (Βελοχρωβάτοι, in der Leseart Chrovát-oi) nannte. In der Beschreibung der Germania von Alfred dem Großen im Jahr 890 befanden sich die Horithi (Horoti, Horigti bzw. Croaten) nördlich des Mährerreichs, gleichzeitig des Berichts von der Reise des Wulfstan von Haithabu, wo ein „Wisleland“ genannt wurde. Nach der Nestorchronik (1113–1118) waren die Weißen Kroaten (Хровате Бѣлии) die Ahnen der Lachen bzw. allen Polen (Лѧхове . а ѿ тѣхъ Лѧховъ прозвашасѧ Полѧне . Лѧхове . друзии Лутичи . ини Мазовшане ини Поморѧне). Die genaue Lokalisation des Weißen Kroatien ist umstritten, aber viele Forscher verbanden sie mit den späteren Wislanen (z. B. Tadeusz Lewicki) und Lendizen.
Im 7. Jahrhundert bildeten die örtlichen Slawen noch keine Burgwälle, die wurden erst wahrscheinlich wegen der steigenden Bedrohung von den Awaren im späten 8. Jahrhundert gegründet. Die Archäologen erkennen eine große Reihe der Siedlungskammern mit gemeinsamen Eigenschaften aus der folgenden Zeit um Krakau und im Pogórze Wielickie und entlang der rechten Zuflüssen der Weichsel: am Dunajec, an der Raba, Ropa, Jasiołka und Wisłoka, seltener an der Weichsel selbst, wie auch nördlich des Flusses. Diese Siedlungskammern werden oft mit den Wislanen mehr oder weniger vorsichtig verbunden, aber es gibt auch Hypothesen, die östlich der Biała das Stammgebiet der Lendizen sehen, oder die Wislanen und Lendizen als den gleichen Stamm betrachten.
Wislanen wurden nur einmal historisch erwähnt. Im 9. Jahrhundert nannte der sogenannte Bayerische Geograph die regio der Uuislane (Wislane). Damals bestand sicherlich schon der Krakau–Wawel, jedoch lag er nicht im Zentrum des Stammgebiets (wie auf der Karte oben bezeichnet), sondern am westlichen Rand der oben erwähnten Reiche der Siedlungskammern. Das Gebiet im Westen wurde als ein „Niemandsland“ bezeichnet, das die Wislanen von den Opolanen und den Golensizen abgrenzte. Aber dieses Gebiet ist auch schwacher archäologisch erforscht.
Für diese Zeit wurde auch ein mächtiger Fürst an der Weichsel bzw. im Weichselland in einigen Sätzen im "Leben des heiligen Methodios" aus dem 12. Jahrhundert erwähnt. Method von Saloniki († 885) hatte versucht, diesen Fürsten zu bekehren. Das Ergebnis ist nicht überliefert. Der Fürst soll in Konflikt mit den Christen [in Mähren] gewesen sein, die viele Forscher als eine Bestätigung oder zumindest ein Echo des Konflikts betrachten, worin Svatopluk I. von Mähren Burgwälle hinter der Mährischen Pforte angegriffen hatte, deren Zerstörung archäologisch gut belegt ist, aber es ist jedoch nicht ganz sicher. Das Ereignis lässt vermuten, dass das Gebiet an der Weichsel zu dieser Zeit dem Mährerreich in gewissem Maße unterstand, was oft umstritten ist z. B. von Gerard Labuda und Idzi Panic, die es als eine verbale Drohung über potenziellen militärischen Intervention [in der Zukunft] interpretieren. Die Interpretation dieser unklaren Erwähnungen beeinflusst zum großen Teil auch die Überlegungen über Oberschlesiens Zugehörigkeit. Sicherlich stiegen jedoch die mährischen Einflüsse in der zweiten Hälfte des 9. Jahrhunderts und man kann aus der archäologischen Sicht über eine Art von gemeinsamer kultureller Region sprechen, die Böhmen, Mähren, die Slowakei, Kleinpolen, den größeren Teil von Schlesien und das südöstliche Elbeland damals umfasste.
Weitere historische Erwähnungen der Wislanen oder eines Weichsellandes sind nicht bekannt.
Nach 907 zerfiel das Mährerreich durch die Angriffe der Magyaren, weshalb sich das vermeintliche Herrschaftsgebiet um Krakau selbständig machen konnte. Die mährischen Einflüsse wurden um die Mitte des 10. Jahrhunderts durch böhmische ersetzt. Die Chronica Boemorum (Chronik der Böhmen) aus den Jahren 1119–1125 deutet auf Anwesenheit böhmischen Truppen in Krakau hin, als es von Piasten um 990 erobert wurde, also könnte es bisher zum Herzogtum Böhmen gehört haben. Die um 970 erbaute Rotunde der Heiligen Felix und Adauctus könnte unter böhmischen Herrschaft erbaut werden, weil nach einer Quelle aus dem späten 11. Jahrhundert Krakau 973 zum neu gegründeten Bistum Prag gehört hatte. Es gibt auch Indizien in bzw. Interpretationen der zeitgenössischen Quellen von al-Masʿūdī († 957) und Ibrahim ibn Yaqub im Zusammenhang mit den wichtigen Handelswegen, die Mittel- bzw. Westeuropa mit dem Kiewer Staat verbanden, die auf die Zugehörigkeit des Gebiets zu Böhmen hindeuten. Allgemein im Vergleich zur hypothetischen Herrschaft der Mährer über die Wislanen (und die oberschlesischen Stämme, die durch die Preseka noch von Niederschlesien abgetrennt wurden) sind die urkundlichen Belege für böhmische Zugehörigkeit sicherer, und man kann über einen faktischen Stand sprechen.
Nach 990 wurde die sich aus dieser Herrschaft entwickelte Landschaft Kleinpolen zu einer Kernregion des jungen polnischen Staats.